# Achille Ballarati
Achille Ballarati (Vetralla, 8 gennaio 1822 – Valmontone, 16 agosto 1883) è stato un politico italiano, tenente nel Battaglione Universitario Romano e sindaco di Valmontone.

## Biografia
Nato a Vetralla da Antonino e Teresa Franchini nel 1822, partecipò ai combattimenti in Veneto con il Battaglione Universitario Romano; in seguito si ritirò a vivere a Valmontone, dove ospitò per alcune ore Giuseppe Garibaldi e Ugo Bassi.
In quell'occasione fu dal Generale aggregato come ufficiale al suo stato maggiore, per la campagna in difesa della Repubblica romana.
Dopo l'Unità d'Italia, nel 1870, Achille Ballarati divenne sindaco di Valmontone, dove si impegnò notevolmente per migliorare le condizioni di vita degli abitanti: ad esempio dotò la città di una scuola elementare pubblica, di un'adeguata illuminazione notturna, di un "Regolamento di Pulizia Urbana" e fece anche costruire il nuovo cimitero a Colle Sant'Angelo, utilizzato a partire dal 1872.
Ebbe un figlio noto per il suo impegno in battaglie sociali, Giuseppe Ballarati (Valmontone, 1864 - Roma, 1919 ).
Morì a Valmontone il 16 agosto 1883. È nominato anche dallo scrittore Crispino Grispini nel libro Lo sposalizio dell'albero.